# Michał Kmietowicz (szachista)
Michał Kmietowicz (ur. 11 września 1908 we Lwowie, zm. 14 kwietnia 1938 w Zakopanem) – polski szachista, działacz i mistrz Podhalańskiego Związku Szachowego.

## Życiorys
Ukończył we Lwowie gimnazjum, potem rozpoczął na miejscowym uniwersytecie studia humanistyczne. Od połowy lat 20. XX wieku interesował się szachami; był związany z lwowskim klubem Hetman, w mistrzostwach którego debiutował na arenie turniejowej - w 1928. Zajął wówczas w turnieju II miejsce, za Leonem Orłem.
Regularnie uczestniczył w spotkaniach drużynowych pomiędzy Hetmanem a Lwowskim Klubem Szachistów. W 1933 był drugi w mistrzostwach Lwowskiego Klubu Szachistów, w tym samym roku wygrał też turniej półfinałowy mistrzostw Lwowa, by w finale, rywalizując m.in. z Oskarem Piotrowskim, Henrykiem Friedmanem i Bolesławem Towarnickim, uplasować się na VII pozycji. W lutym 1933 został współredaktorem wysoko ocenianego kącika szachowego w "Słowie Polskim". Publikował również w czasopismach "Szachy" i "Szachista". Z 1933, roku w którym odnosił największe sukcesy we Lwowie, pochodziła opinia prasowa: "Kmietowicz jest nie tylko dobrym kompozytorem zadań, ostatnio poczynił duże postępy w grze".
W 1934 przeniósł się do Zakopanego i podjął pracę w zakładzie ubezpieczeniowym. Nie zaniedbał też zainteresowań szachowych, inicjując w maju 1936 powstanie Podhalańskiego Związku Szachowego. W 1937 organizacja ta, także dzięki zaangażowaniu Kmietowicza, liczyła 150 członków (podwajając liczebność w ciągu roku). Kmietowicz kilkakrotnie sięgał po mistrzostwo Zakopanego (po raz pierwszy w 1935, w turnieju rozegranym w hotelu "Morskie Oko", wygrywając wszystkie partie), a w 1938 triumfował w mistrzostwach Podhalańskiego Związku Szachowego. Założona przez niego sekcja szachowa przy Związku Strzeleckim, w której pełnił funkcję kapitana, zdobyła ponadto drużynowe mistrzostwo okręgu.
Kmietowicz zmarł nagle w Zakopanem w wieku niespełna 30 lat.